# Saussurea morifolia
Saussurea morifolia là một loài thực vật có hoa trong họ Cúc. Loài này được F.H.Chen miêu tả khoa học đầu tiên năm 1938.